# Шевченко Андрій Віталійович
Андрі́й Віта́лійович Шевче́нко (нар. 10 червня 1976, Гвіздець, Коломийський район, Івано-Франківська область) — український громадський діяч, політик, дипломат та журналіст. Народний депутат України V, VI та VII скликань. Надзвичайний і Повноважний Посол України в Канаді (2015-2021). Представник України в Міжнародній організації цивільної авіації (2017—2021). Володар Премії свободи слова від «Репортерів без кордонів» (2015). Заступник Міністра оборони України з 21 лютого 2023 року

## Навчання
- Виріс у містах Боярка та Фастів на Київщині.
- Навчався у школі-гімназії № 117 ім. Лесі Українки м. Києва (закінчив у 1993, із золотою медаллю).
- У 1993 був відібраний на навчання у США за програмою майбутніх лідерів «FLEX» (на той час — Freedom Support Act). Закінчив Вищу школу міста Аламіда (Alameda High School[en], Каліфорнія, США, 1994)[5].
- Магістр журналістики. Закінчив Інститут журналістики Київського університету ім. Шевченка (1999, з відзнакою).
- У 1994–1996 навчався в Національному університеті «Києво-Могилянська академія» на факультеті суспільних наук.
- 2008 — стипендіат Єльського університету (США) за Програмою Yale World Fellowship.
- 2009 — стипендіат Стенфордського університету (США).
- 2013 — стипендіат Джона Сміта у Великій Британії.[6]

## Журналістська кар'єра
1993–1997 — кореспондент газет «Наш час», «Українські вісті» (Едмонтон, Канада), «Час/Time», «Наша Україна».
1995–1997 — політичний кореспондент інформаційно-аналітичної телепрограми «Післямова» Олександра Ткаченка (ефір на телеканалах УТ-1, «1+1», частотах регіональних телекомпаній мережі УНІКА-ТБ).
1997–1998 — політичний кореспондент ТСН каналу «1+1», куди був запрошений разом із командою журналістів «Післямови» Ткаченка.
1998–1999 — кореспондент телепрограми Ткаченка «Обличчя світу» (телеканал «Інтер»). Автор програм про футболіста Пеле, генсека НАТО Хав'єра Солану, опального російського олігарха Бориса Березовського, генерального секретаря ООН Кофі Аннана, виконавчого директора МВФ Мішеля Камдессю, президента Світового Банку Джеймса Вулфенсона, російського політика Олександра Лебедя, білоруського політика Станіслава Шушкевича, бразильського архітектора Оскара Німайра.
У 1999–2002 роках працює на «Новому каналі» під керівництвом Ткаченка — спочатку як спеціальний кореспондент, згодом — як ведучий програм новин «Репортер», «Тема тижня», «Тема дня», «Спецрепортер». У цей період співпрацює як журналіст із зарубіжними радіостанціями: 1999 — кореспондент радіо «Ukrainian Broadcasting Network» (Нью-Йорк), 1999–2003 — кореспондент американського радіо «Голос Америки».
2003–2005 — шеф-редактор, ведучий новин «5-го каналу». Став першим українським ведучим новин, що вийшов у ефір у вишиванці: 21 листопада 2004 року він відкрив програму «Ніч виборів» у вишитій сорочці.
Автор телефільму «Обличчя протесту» (2003) — про акції протесту «Україна без Кучми».
2005 — віце-президент Національної телекомпанії України (з інформаційної політики).
Володар премії «Телетріумф» у номінаціях «Найкращий ведучий інформаційної програми», «Найкращий документальний фільм», «Найкраща інформаційна програма».

Андрій Шевченко, кадр із телепрограми «Післямова», 1996 рік

## Боротьба за свободу слова
Після запровадження Адміністрацією Президента Кучми цензури та темників у вересні 2002 року Андрій звільнився з посади ведучого «Нового каналу» та став одним з ініціаторів хвилі журналістських протестів в Україні. Був членом журналістського страйкому, співзасновником та першим головою Київської незалежної медіа-профспілки.
У грудні 2002 року виступив на парламентських слуханнях щодо цензури, на яких продемонстрував темники.
На початку 2003 року став одним з ініціаторів утворення 5-го каналу — непідцензурного цілодобового інформаційного телеканалу. Шевченко став шеф-редактором новоутвореного каналу, сформував його інформаційну службу, разом з Романом Скрипіним вів авторську програми «Час». Автор слогану «Канал чесних новин».
На противагу іншим київським телеканалам, які жорстко цензурувалися Адміністрацією Кучми, 5 канал запровадив Засади редакційної політики. Шевченко та Скрипін від імені журналістського колективу ініціювали та підписали з власником каналу Петром Порошенком публічну Угоду про взаєморозуміння, яка гарантувала його невтручання в редакційну політику.
2002 року став співзасновником Фонду медіа-ініціатив.
У 2002–2003 роках Шевченко був секретарем Громадської ради з питань свободи слова та інформації при профільному парламентському комітеті.
Від 2003 року — член правління «Інтерньюз-Україна».
Після Помаранчевої революції став одним з лідерів ініціативи щодо утворення в Україні суспільного мовлення. З квітня до жовтень 2005 року працював віце-президентом Національної телекомпанії України. Представив Концепцію утворення суспільного мовлення, запровадив Засади редакційної політики НТКУ. Після фактичної відмови Президента Ющенка від утворення на базі НТКУ суспільного мовлення подав у відставку і залишив НТКУ.
Співзасновник і президент Центру суспільних медіа (з 2005).
За громадську діяльність на захист професії та за документальний фільм «Обличчя протесту» в 2005 році нагороджений Премією свободи слова «Репортерів без кордонів» (Відень, Австрія).

## Політична діяльність
Депутат Верховної Ради 5-го скликання (2006–2007) та 6-го скликань (з 2007) скликань Верховної Ради України. На обох виборах — № 5 у списку «Блоку Юлії Тимошенко». В обох скликаннях обирався головою Комітету ВРУ з питань свободи слова та інформації.
У ВРУ 5-го скликання у 30 років став наймолодшим головою комітету в історії Верховної Ради. 15 червня 2007 року достроково припинив повноваження під час масового складення мандатів депутатами-опозиціонерами з метою проведення позачергових виборів до Верховної ради.
У Верховній Раді України 6-го скликання з 2007 до 2010 року був першим заступником Комітету ВРУ з питань свободи слова та інформації. Обраний головою Комітету як представник опозиції після президентських виборів 2010 року. В 13 січня 2012 року звільнений з посади голови Комітету голосами парламентської більшості (Партія регіонів, КПУ, Блок Литвина). Опозиція та громадські організації звинуватили Партію регіонів у «рейдерській атаці на Комітет свободи слова» та у персональній розправі з Шевченком. 13 квітня 2012 року перейшов до Комітету ВРУ з питань правової політики.
Безпартійний.
2006 року названий № 2 у рейтингу найперспективніших молодих політиків України за версією журналу «Фокус».
З грудня 2012 р. — нардеп України 7-го скликання від партії «Батьківщина» (№ 33 у списку). Перший заступник голови Комітету Верховної Ради України з питань прав людини, національних меншин і міжнаціональних відносин.
Активний учасник Євромайдану — приєднався до протестів у перший вечір — 21 листопада 2013, учасник оборони Майдану 11 грудня 2013 та 18–20 лютого 2014 р[джерело?]. Впродовж протестів займався звільненням євромайданівців від незаконного затримання, захистом євромайданівців під час їхнього перебування у лікарнях, СІЗО, судових процесах.

## Законотворчість
Пріоритети у законотворчій роботі: свобода слова та інформаційне законодавство, виборче законодавство, антитютюнове законодавство.
Автор Закону «Про доступ до публічної інформації», який був ухвалений у січні 2011 року під тиском громадськості й суттєво розширив для громадян гарантії отримання інформації від органів влади. Співавтор низки інших ініціатив, спрямованих на зміцнення громадянського суспільства — зокрема, Закону «Про волонтерську діяльність» (2011) та Закону «Про громадські об'єднання» (2012).
Співавтор закону про заборону реклами та спонсорства тютюнових виробів (2012).
Автор кількох законопроєктів щодо суспільного мовлення в Україні.
Співавтор законопроєкту про вибори, що передбачає систему «відкритих» партійних списків.

## Громадська діяльність
У 2014-15 займався GR та адвокацією у Реанімаційному пакеті реформ (РПР) — коаліції громадських організацій, утвореній після перемоги Революції гідності на підтримку демократичних змін. Відповідав зокрема за адвокаційний супровід реформаторських законопроектів у Верховній Раді України.
У 2015 — директор (Chief of Party) Програми USAID «РАДА», спрямованої на зміцнення парламентаризму та посилення підзвітності Верховної Ради України громадянам.

## Дипломатична робота
Надзвичайний і Повноважний Посол України в Канаді (з 24 вересня 2015 по 25 серпня 2021). Звільнений з посади Посла указом президента Зеленського у зв'язку із вичерпанням терміну дипломатичної каденції.
Представник України в Міжнародній організації цивільної авіації (з 8 вересня 2017 по 25 серпня 2021).
На час каденції Шевченка припав «золотий» період у стосунках України та Канади:
- підписано Угоду про вільну торгівлю між Україною та Канадою;
- підписано Домовленість про оборонне співробітництво між Україною і Канадою[9];
- Канада включила Україну до AFCCL (Automatic Firearms Country Control List)[10], що відкрило шлях до поставок зброї в Україну;
- реалізовано перший контракт про поставки канадської зброї в Україну[11] — снайперських гвинтівок PGW C14 Timberwolf;
- канадська військова тренувальна місія Unifier була продовжена до 2019, а згодом до 2022;
- проведено візити Прем'єр-міністра Канади Трюдо в Україну та Президентів України Порошенка і Зеленського до Канади;
- підписано Угоду про спільне аудіовізуальне виробництво між Україною та Канадою[12];
- підготовлено до підписання Угоду про молодіжні обміни між Україною та Канадою[13];
- Канада прийняла Міжнародну конференцію з питань реформ в Україні (за участю близько 40 держав та міжнародних організацій).

Шевченко відпрацював найдовшу посольску каденцію в історії дипломатичних стосунків України та Канади. Закінчив термін у статусі дуаєна європейського дипломатичного корпусу у Канаді.

## Війна Росії проти України
Після повномасштабної російської агресії Шевченко став співзасновником Медіацентру Україна — громадської ініціативи, яка об'єднала медійників та комунікаційників для роботи з іноземними журналістами.
Медіацентр розпочав роботу у Львові, згодом його майданчики відкрилися у Києві, Харкові та Одесі. Медіацентр спеціалізується на організації брифінгів, допомозі журналістам у висвітленні війни, сприянні у комунікаціях волонтерським, громадським організаціям. За даними МЦУ через його акредитацію пройшло близько 4000 представників медіа.
Медіацентр Україна вважає одним із напрямків своєї роботи боротьбу з російською дезінформацією.
У серпні 2021 та у січні 2022 Шевченко став організатором «Редколегії. Оффлайн» — форуму українських журналістів, присвяченого висвітленню війни.
У липні 2022 у бою з російськими окупантами під Бахмутом загинув брат Шевченка — Євген Олефіренко («Елвіс»), командир взводу Іноземного Легіону (І Окрема бригада спеціального призначення ім. Івана Богуна).

## Нагороди
- 2005 — премія Телетріумф у номінаціях «Ведучий інформаційної програми», «Найкраща інформаційна програма».
- 2005 — премія «Золоте перо».
- 2005 — Press Freedom Award (Премія свободи преси) від «Репортерів без кордонів» (Відень, Австрія).

## Сім'я
- Дружина — Ганна Гомонай, телеведуча. Доньки — Марічка (2004) та Софійка (2018);
- Батько Віталій Шевченко (1954—2018)[17] — журналіст і письменник, народний депутат України в парламенті II, III, IV скликань;
- Сестра — Богдана Шевченко — журналістка, фотохудожниця, видавниця;
- Брат — Євген Олефіренко, позивний «Елвіс» (1988—2022) — історик, загинув у бою з російськими окупантами під Бахмутом на Донеччині 7 липня 2022 року[18]. Нагороджений Орденом «За мужність» (III ступеня).